# A Change
A Change är Misconducts debut-EP, utgiven på Bad Taste Records 1997.

## Låtlista
1. "Face to Face"
2. "So Wrong"
3. "Claim Your Rights"
4. "Friendship"
5. "United"
6. "Youth"
7. "Mind Your Own"
8. "Face the Truth"
9. "A Change"
10. "Falling"

### Fotnoter
1. ↑  ”A Change”. Discogs.com. http://www.discogs.com/Misconduct-A-Change/release/2432138. Läst 8 januari 2012.